# Waldviertler (Wurst)

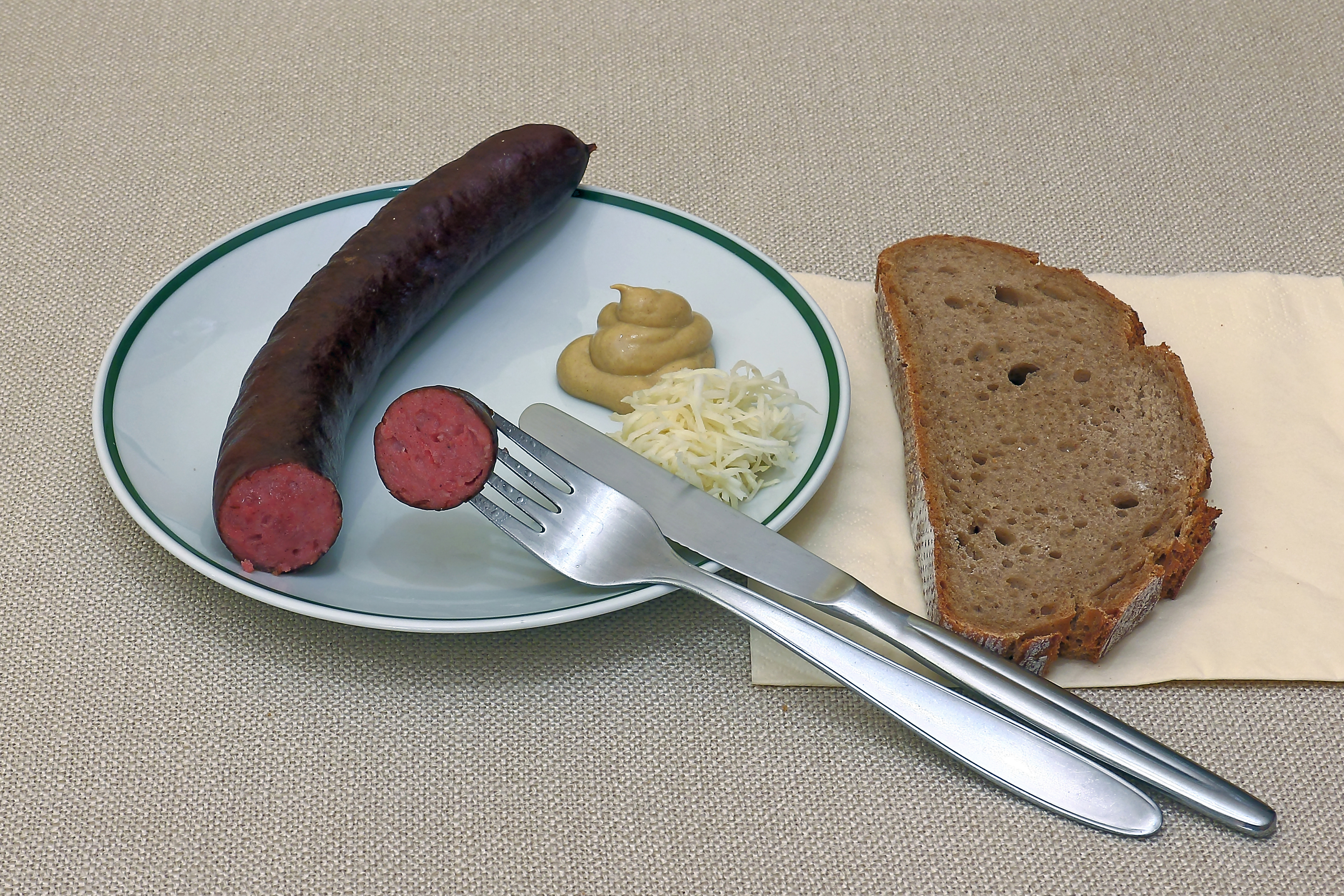
Waldviertler Wurst

Die Waldviertler ist eine stark geräucherte Fleischwurst, die sich aus Brät und einem festen Anteil an Fleisch zusammensetzt. Erhältlich ist sie im Kranz oder abgepasst als Würstel, gefüllt in eine dicke Haut.
Meist in gekochter Zubereitung ist sie mit Senf und Kren Teil des Standardangebots der österreichischen Würstelstände.
Namensgebend war die niederösterreichische Region Waldviertel, in Österreich bekannt durch ihre ländlich-deftige Küche.